# Graniczna Placówka Kontrolna Świnoujście
Graniczna Placówka Kontrolna Świnoujście:
1. pododdział Wojsk Ochrony Pogranicza pełniący służbę na przejściu granicznym.
2. graniczna jednostka organizacyjna polskiej straży granicznej pełniący służbę na przejściu granicznym i realizująca zadania w ochronie granicy państwowej.

## Formowanie i zmiany organizacyjne
Rozkaz organizacyjny MON nr 077/0rg z 2.03.1947 nakazywał przenieść PPK Worubie do Świnoujścia. Na podstawie tego rozkazu szef Departamentu WOP zorganizował drogowy Przejściowy Punkt Kontrolny Świnoujście o etacie 7/33 o stanie 13+1. Jesienią 1947 GPK Świnoujście przeniesiono z etatu 7/33 na etat 7/32 Morskiej GPK o stanie 68 wojskowych +4 kontraktowych.
W 1948 Graniczna Placówka Kontrolna nr 17 „Świnoujście” (morska) podlegała 8 Brygadzie Ochrony Pogranicza .
Rozkazem organizacyjnym dowódcy WOP nr 0148 z 2.09.1963 rozformowano strażnicę WOP Świnoujście-port. Tym samym rozkazem zorganizowano GPK Świnoujście-Port.
Jesienią 1965 placówka weszła w podporządkowanie Komendy wojewódzkiej Milicji Obywatelskiej.
Straż Graniczna:

15 maja 1991 po rozwiązaniu Wojsk Ochrony Pogranicza, 16 maja 1991 ochronę granicy państwa przejęła nowo sformowana Straż Graniczna. Graniczna Placówka Kontrolna w Świnoujściu weszła w podporządkowanie Pomorskiego Oddziału Straży Granicznej i przyjęła nazwę Graniczna Placówka Kontrolna Straży Granicznej w Świnoujściu (GPK SG w Świnoujściu}.
Od 1 stycznia 2004 placówka weszła w podporządkowanie Morskiego Oddziału Straży Granicznej. Graniczna Placówka Kontrolna Straży Granicznej w Świnoujściu została zniesiona 23 sierpnia 2005. W jej miejsce powołana została Placówka Straży Granicznej w Świnoujściu.

## Przejścia graniczne
- morskie przejście graniczne Świnoujście
- przejście graniczne Świnoujście-Ahlbeck.

## Dowódcy/komendanci granicznej placówki kontrolnej
- por. Mieczysław Katarzyński (?–1947)[6]
- kpt. Paweł Gawdun (1947–?)[6]
- mjr Stefan Dobrzyński (01.01.1964–02.12.1966)[7][6]
- kpt. Roman Sokólski[6]
- kpt. Dwojak[6]
- mjr Marian Żarkowski[6]
- mjr Tadeusz Siudy[6]
- kpt. Horodyński[6]
- ppłk Ryszard Lasecki[8][9]
- ppłk Wiesław Chudzik[8]

---
- Koczanowski Roman
- Kowalczuk Andrzej.